# Castelul Cantacuzino-Pașcanu-Waldenburg din Lilieci
Castelul Cantacuzino-Pașcanu-Waldenburg din Lilieci este un ansamblu de monumente istorice aflat pe teritoriul satului Lilieci, comuna Hemeiuș.
Castelul a fost construit între anii 1864-1866 de către familiile de boieri Grigore Cantacuzino și Costache Pascanu. Prin alianțe și succesiuni, a devenit proprietatea Luciei Schomburg -Waldemburg. Imobilul este cunoscut sub numele Castelul Roșu, datorită culorii date de cărămidă în exterior.
Parcul dendrologic a fost amenajat între anii 1880-1913 pe o suprafață de 49.5 hectare, de către specialistul german Cristian Adolf.
În anul 1955 atât conacul cât și parcul devin filiala Institutului de Cercetări și Amenajări Silvice (ICAS), respectiv Stațiunea De Cercetări Silvice Hemeiuș si sunt aduse peste 60 de specii de plante.
Ansamblul este format din următoarele monumente:
- Castel (cod LMI BC-II-m-A-00851.01)
- Parc dendrologic (cod LMI BC-II-m-A-00851.02)